# Secondo di Tigisi
Secondo di Tigisis (in latino Secundus; fl. 305-314) fu un capo della Chiesa delle origini e Primate della Numidia. Fu uno dei principali organizzatori del movimento donatista a Cartagine.

## Biografia

### Vita privata
Poco si conosce della vita personale di Secondo. Visse in Numidia durante la persecuzione dioclezianea e fu vescovo di Tigisi. Successivamente, Secondo fu condannato da un tribunale romano per essere un commerciante e un ladro, ma è possibile che questo verdetto sia stato motivato dal sostegno di Secondo allo scisma donatista.
È menzionato nella Notitia Provinciarum et Civitatum Africae.

### Concilio di Cirta (305)
Il concilio di Cirta si tenne nella primavera del 305 per eleggere un nuovo vescovo della città. I vescovi presenti erano Secondo di Tigisi, Donato di Mascula, Marino di Aquae Tibilitanae, Donato di Calama, Purpurio di Limata, Vittore di Garbis, Felice di Rotarium, Nabore di Centurio, Silvano e Secondo il giovane. Secondo fu eletto primate del concilio; era noto per essere contrario alla consacrazione dei traditori, ovvero i vescovi che avevano consegnato le Scritture ai Romani durante la persecuzione dioclezianea. All'inizio della riunione, Secondo chiese ai presenti se fossero stati traditori. Quasi tutti confessarono subito di essere colpevoli. Un vescovo, Purpurio di Limata, accusò Secondo di aver capitolato durante la persecuzione. Secondo lo negò e Purpurio si rifiutò di ritirare la sua accusa. Secondo accusò Purpurio di omicidio, al che Purpurio controbatté con l'accusa che Secondo era stato un traditore. Dopo un lungo dibattito, il concilio accantonò la questione dei traditori e nominò Silvano, un traditore confesso, vescovo di Cirta.
In seguito alla riunione, il vescovo Mensurio di Cartagine scrisse a Secondo per spiegare le sue azioni durante la persecuzione, sostenendo che aveva consegnato solo opere eretiche. Mensurio spiegò che aveva portato i testi canonici dalla chiesa a casa sua e li aveva sostituiti con scritti eretici. Quando le autorità si presentarono alla Chiesa, Mensurio affermò di aver dato loro i testi eretici anziché quelli veri. Anche se i funzionari avevano chiesto di saperne di più, il proconsole della provincia si era rifiutato di perquisire la casa privata del vescovo. Secondo rispose senza accusare direttamente Mensurio, ma elogiando i martiri della sua provincia che erano stati torturati e messi a morte per essersi rifiutati di consegnare le Scritture e ricordando di aver risposto lui stesso ai funzionari che gli chiedevano le Scritture: «Sono un cristiano e un vescovo, non un traditore».

### Controversia donatista
Mensurio morì nel 311; Ceciliano, diacono sotto Mensurio e traditore, fu nominato suo successore e consacrato da Felice di Aptungi. Secondo si oppose all'elezione di un traditore a vescovo e presiedette il Concilio dei settanta, che elesse invece Maiorino. Nel 315, Maiorino morì e gli succedette Donato Magno, che sarebbe stato vescovo di Cartagine per 40 anni.
Coloro che sostenevano Donato invece di Ceciliano come vescovo di Cartagine divennero presto noti come Donatisti. I Donatisti ritenevano che sia Ceciliano sia il suo predecessore Mensurio fossero stati traditori e che quindi i sacramenti da loro amministrati non fossero validi. I Donatisti si appellarono all'imperatore Costantino, che chiese a Milziade di Roma di supervisionare un'udienza con tre vescovi neutrali. Milziade tenne un'udienza, ma convocò altri 16 vescovi, tutti contrari ai Donatisti. Sia Ceciliano sia Donato si presentarono con una delegazione di 11 persone ciascuno. La decisione del tribunale favorì Ceciliano, inducendo Donato ad appellarsi all'imperatore una seconda volta. Costantino convocò il concilio di Arelate, che condannò anche il Donatismo. Donato e Secundo rifiutarono di abiurare e il Donatismo continuò a essere popolare tra i Berberi del Nord Africa fino alla conquista araba.